# Janel Parrish
Janel Meilani Parrish (Honolulu, 30 ottobre 1988) è un'attrice e cantante statunitense.
È nota soprattutto per la sua interpretazione di Mona Vanderwaal nella serie tv Pretty Little Liars.

## Biografia
Janel Parrish è nata il 30 ottobre 1988 ad Honolulu (Hawaii) da Mark Parrish, di discendenza europea, e da Joanne Parrish, di origini Han. Iniziò ad avere popolarità nelle Hawaii grazie alle vittorie di alcuni concorsi regionali. La sua carriera di attrice iniziò dopo aver ottenuto il ruolo di Cosette da bambina nel musical Les Misérables, ruolo che ha ricoperto anche nella trasposizione a Broadway. Grazie a questa interpretazione poté mettere in mostra sia le sue abilità recitative che quelle canore.

## Carriera

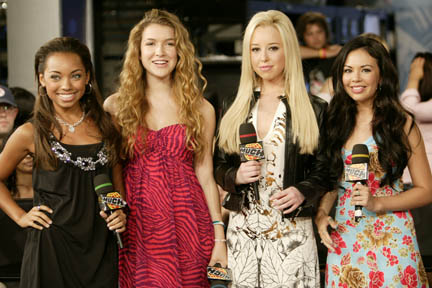
Janel alla première del film Bratz nel 2007

Inizia a suonare il pianoforte all'età di sei anni e all'età di 14 anni, precisamente il 3 gennaio 2003, partecipa al remake del talent show statunitense Star Search con il brano On my own. Fu subito eliminata sebbene i giudici l'avessero definita "talentuosa, ma non al punto giusto" (Ben Stein), "con un futuro nei musical, ma con tanta pratica da fare" (Naomi Judd).
Nel 2007 firma un contratto con la Geffen Records per la produzione del suo primo album. Il suo primo singolo, "Rainy Day", scritto da lei, è stato pubblicato il 7 luglio 2007.Sempre nel 2007 fece parte del film Bratz, nei panni di Jade.
Nel 2010 ottiene un ruolo ricorrente nelle prime due stagioni della serie tv dell'ABC, Pretty Little Liars, per il personaggio di Mona Vanderwaal. Nel maggio 2012, con la messa in onda della terza stagione della serie, il suo ruolo passa da ricorrente a principale. Nel 2014 si unisce alla 19ª edizione di Dancing With The Stars in coppia con il ballerino ucraino Val Chmerkovskiy, raggiungendo il terzo posto.
Parrish ha recitato nel ruolo di Margot Covey nell'adattamento cinematografico del giovane romanzo per adulti di Jenny Han To All the Boys Ive Loved Before, con Lana Condor e John Corbett, è apparsa accanto a Angela Trimbur e Fairuza Balk nel Il thriller di casa-invasione Hell Is Where the Home Is . Parrish sarà co-protagonista con Mickey Rourke nel prossimo film drammatico sulla boxe Tiger . Ha ripreso il ruolo di Mona Vanderwaal nella serie drammatica di spin-off Pretty Little Liars ,Pretty Little Liars: The Perfectionists .

### Musica
All'età di otto anni, Parrish vinse una gara di canto statale alle Hawaii. Ha iniziato a scrivere la sua musica da adolescente e alla fine è diventata la cantante principale del gruppo di tre ragazze, Impulse.  Nel 2007, Parrish gli è stato firmato da Geffen Records come artista solista per produrre il suo primo album. Il suo primo singolo, "Rainy Day", che ha scritto lei stessa, e il suo video musicale, sono stati pubblicati il 7 luglio 2007. La canzone era anche presente nella colonna sonora di Bratz .

## Vita privata
Parrish ha iniziato a frequentare l'ingegnere chimico Chris Long a settembre 2016, e si è fidanzata con lui il 23 ottobre 2017. Si sono sposati l'8 settembre 2018 a Kualoa Ranch, Oahu, Hawaii.

## Filmografia

### Cinema
- Bratz, regia di Sean McNamara (2007)
- Fired Up! - Ragazzi pon pon (Fired Up!), regia di Will Gluck (2009)
- April Showers, regia di Andrew Robinson (2009)
- Triple Dog, regia di Pascal Franchot (2010)
- One Kine Day, regia di Chuck Mitsui (2011)
- Wedding planner per destino (Knots), regia di Michael Kang (2011)
- Separati innamorati (Celeste and Jesse Forever), regia di Lee Toland Krieger (2012)
- I'll Be Watching, regia di Jodi Binstock (2018)
- Tutte le volte che ho scritto ti amo (To All the Boys I've Loved Before), regia di Susan Johnson (2018)
- Trespassers, regia di Orson Oblowitz (2018)
- Tiger, regia di Alister Grierson (2018)
- Mighty Oak, regia di Erica Dunton (2020)
- P. S. Ti amo ancora (To All the Boys: P.S. I Still Love You), regia di Michael Fimognari (2020)
- Tua per sempre (To All the Boys: Always and Forever, Lara Jean), regia di Michael Fimognari (2021)
- The Fight Before Christmas, regia di Prartana Mohan (2021)
- Run & gun, regia di Christopher Borrelli (2022)
- Until We Meet Again, regia di Pece Dingo (2022)
- La fidanzata di papà (Christmas Is Cancelled), regia di Prarthana Mohan (2021)

### Televisione
- Troppo ricca: la vita segreta di Doris Duke (Too Rich: The Secret Life of Doris Duke) - miniserie TV (1999)
- Baywatch - serie TV, 2 episodi (1999)
- Geppetto, regia di Tom Moore  – musical TV (2000)
- The O'Keefes – serie TV, episodio 1x06 (2003)
- The Bernie Mac Show – serie TV, episodio 4x03 (2004)
- Zoey 101 – serie TV, episodio 3x06 (2004)
- The O.C. – serie TV, episodio 4x06 (2006)
- Heroes – serie TV, 4 episodi (2006-2008)
- True Jackson, VP – serie TV, episodio 2x02 (2009)
- Pretty Little Liars – serie TV, 138 episodi (2010-2017)
- Hawaii Five-0 – serie TV, episodio 3x12 (2013)
- Drop Dead Diva – serie TV, episodio 6x05 (2014)
- High School Possession, regia di Peter Sullivan  – film TV (2014)
- The Mysteries of Laura – serie TV, episodio 1x20 (2015)
- Rush Hour – serie TV, episodio 1x08 (2016)
- Rosewood – serie TV, episodio 2x11 (2017)
- Pretty Little Liars: The Perfectionists – serie TV, 10 episodi (2019)
- Magnum P.I. - serie TV, 3 episodi (2020-2022)
- Una famiglia per Natale (Coyote Creek Christmas), regia di David I. Strasser - film TV (2021)
- Proprio di fronte a me (Right in Front of Me), regia di Linda-Lisa Hayter - film TV (2021)

#### Altre partecipazioni
- Dancing with the Stars – programma TV, concorrente (2014)

## Premi e riconoscimenti
- 2012 - Teen Choice Awards
  - Miglior cattivo televisivo (Pretty Little Liars)
- 2013 - TV Guide Awards
  - Nomination Miglior cattivo (Pretty Little Liars) condiviso con Keegan Allen
- 2013 - Teen Choice Awards
  - Miglior cattivo televisivo (Pretty Little Liars)
- 2014 - Teen Choice Awards
  - Nomination Miglior cattivo televisivo (Pretty Little Liars)
- 2016 - Teen Choice Awards
  - Miglior cattivo televisivo (Pretty Little Liars)
- 2017 - Teen Choice Awards
  - Miglior cattivo televisivo (Pretty Little Liars)

## Curiosità
- È molto amica della sua co-star in Bratz, Skyler Shaye, e del suo co-star in Pretty Little Liars, Brant Daugherty (Noel Kahn).

## Doppiatrici italiane
Nelle versioni in italiano delle opere in cui ha recitato, Janel Parrish è stata doppiata da:
- Elisa Giorgio in Tutte le volte che ho scritto ti amo, P. S. Ti amo ancora, Tua per sempre
- Joy Saltarelli in Pretty Little Liars, Pretty Little Liars: The Perfectionists
- Maria Letizia Scifoni in Una famiglia per Natale
- Chiara Gioncardi in Bratz
- Alice Venditti in Magnum P.I.
- Federica Simonelli in La fidanzata di papà